# Чжунъюаньские диалекты
Чжунъюаньские диалекты, или диалекты Центральной равнины (кит. трад. 中原官話, упр. 中原官话, пиньинь zhōngyuán guānhuà ), относятся к диалектам севернокитайского языка и распространены в центральной и южных частях провинций Шэньси, Хэнань, юго-западной части Шаньси, южной части Ганьсу, на крайнем юге провинции Хэбэй, северных частях Аньхой и Цзянсу, на юге Синьцзян-Уйгурского автономного района и Шаньдуна. Число носителей составляет 186 млн человек; по данному показателю диалекты Центральной долины уступают только юго-западным северно-китайским диалектам.
Архаический диалект пекинской оперы является одним из вариантов чжунъюаньских диалектов.
Представители народа Хуэй иногда используют для записи чжунъюаньских диалектов арабское письмо, также называемое сяоэрцзин («детское письмо»).

## Диалекты
- Регион Чжэнкай (鄭開): кайфэнский (開封) диалект, чжэнчжоуский диалект (鄭州)
- Регион Лосун (洛嵩): лоянский диалект (洛陽話)
- Регион Наньлу (南魯): наньянский (南陽) диалект
- Регион Лосян (漯項): чжумадяньский (駐馬店) диалект
- Регион Шанфу (商阜): шанцюйский (商丘) диалект, фуянский (阜陽) диалект
- Регион Синьбэн (信蚌): синьянский (信陽) диалект, бэнбуйский (蚌埠) диалект
- Регион Яньхэ (兗菏): цзинин (濟寧) диалект
- Регион Сюйхуай (徐淮): сюйчжоу диалект (徐州話)
- Регион Фэньхэ (汾河): линьфэньский (臨汾) диалект, ваньжунский (萬榮) диалект
- Регион Гуаньчжун (关中): сианьский (西安) диалект
- Регион Циньлун (秦陇): сининский (西寧) диалект, дуньхуанский (敦煌) диалект
- Регион Лунчжун (陇中): тяньшуйский (天水) диалект, динсийский (定西) диалект
- Регион Хэчжоу (河州): ганъоуский диалект (甘溝話) (испытал влияние монгорского языка)
- Регион Нанкин (南疆): яньцийский диалект, турфанский диалект
- Дунганский язык, использующий письменность на кириллице и включающий множество заимствований из русского языка. Распространен главным образом в Ферганской и Чуйской долинах в Центральной Азии.

## История
В 1934 году была опубликована «Новая карта языков КНР», где китайская языковая семья была разделена на семь ветвей, одной из которых являлись севернокитайские языки, куда включались диалекты Центральной равнины.
В 1985 году в работе «Диалекты Центральной равнины» китайского лингвиста Ли Жуна были отдельно выделены диалекты Центральной равнины. В 2005 году Институт лингвистики Китайской академии общественных наук опубликовал статью «классификация диалектов Центральной равнины», в которой было выделено 8 диалектов данной группы.
В 2012 году в втором издании «Атласе китайского языка», подготовленного Институтом лингвистики Китайской академии общественных наук, Институтом этнологии и антропологии Китайской академии общественных наук и Центром исследований языка и информатики университета Гонконга, данная классификация была расширена до 14 диалектов.

## Фонетика и фонология
В диалектах Центральной равнины наблюдаются некоторые фонетические изменения по сравнению с языком путунхуа.
[p]  и [pʰ]  сместились к [p͜f]  перед гласным [u] :
|                        | 布    | 跛    | 坡     | 樸     |
| ---------------------- | ----- | ----- | ------ | ------ |
| Среднекитайский язык   | [p]   | [p]   | [pʰ]   | [pʰ]   |
| Пиньинь                | bù    | bǒ    | pō     | pǔ     |
| Путунхуа               | [pû]  | [pwò] | [pʰwó] | [pʰù]  |
| Чжунъюаньские диалекты | [p͜fu] | [p͜fo] | [p͜fʰo] | [p͜fʰu] |

[t͡ʂ], [t͡ʂʰ] языка путунхуа сместились к [p͜f] перед
[u]. [ʂ] сместилось к [f] перед [u]:
|                      | 豬    | 初     | 书   | 熟   |
| -------------------- | ----- | ------ | ---- | ---- |
| Среднекитайский язык | [ʈ]   | [t͡ʃʰ]  | [ɕ]  | [ʑ]  |
| Пиньинь              | zhū   | chū    | shū  | shú  |
| Путунхуа             | [ʈʂú] | [ʈʂʰú] | [ʂú] | [ʂǔ] |
| Среднекитайский язык | [p͜fu] | [p͜fu]  | [fu] | [fu] |